# Petro Porosjenko-blocket
Europeisk solidaritet (uk: Європейська солідарність, YeS; tidigare Petro Porosjenko-blocket) är ett politiskt parti i Ukraina. Partiet har sina rötter i en parlamentarisk grupp kallad Solidarnist från 2000 och har funnits sedan dess i olika former som ett politiskt utlopp för Petro Porosjenko. Porosjenko var Ukrainas president 2014–2019.

## Historik
Solidarnist (ukrainska: Партія "Солідарність") bildades år 2000 av de dåvarande affärsmannen Petro Porosjenko.
Den 28 februari 2001 var man med om att bilda Regionernas parti, men redan i december samma år bröt man med dem och gick med i Viktor Jusjtjenko-alliansen Vårt Ukraina.
I presidentvalet den 26 december 2004 stödde Solidarnist presidentkandidaten Viktor Jusjtjenko.
2005 gick partiet upp i den nybildade Folkförbundet Vårt Ukraina.
17 augusti 2014 återskapades partiet under det nya namnet Petro Porosjenko-blocket (ukr: Блок Петра Порошенка, Blok Petra Porosjenka).
24 maj 2019 bytte partiet namn till Europeisk solidaritet (Європейська солідарність). I parlamentsvalet 2019 var Porosjenko först på partiets lista.

## Källhänvisningar
1. ↑  ”Партія "Солідарність" » ASD-inform Украина”. web.archive.org. 18 augusti 2016. Arkiverad från originalet den 18 augusti 2016. https://web.archive.org/web/20160818172525/http://sd.net.ua/2009/09/04/partja_soldarnst.html. Läst 23 augusti 2024.
2. ↑  "Poroshenko wants coalition to be formed before parliamentary elections". Interfax.com.ua, 2014-08-27. Läst 12 oktober 2014. (engelska)
3. ↑  ”Petro Poroshenko Bloc Renames As European Solidarity”. https://ukranews.com/en/news/633620-petro-poroshenko-bloc-renames-as-european-solidarity. Läst 23 augusti 2024.
4. ↑  ”Десятка партії Порошенка: Парубій, Геращенко, Джемілєв”. Українська правда. https://www.pravda.com.ua/news/2019/06/9/7217580/.